# Executie van Harry Farr
De executie van Harry Farr was de militaire terechtstelling van een Britse reservist tijdens de Eerste Wereldoorlog die eind 20e eeuw voor een juridische en politieke strijd op nationaal niveau zorgde in het Verenigd Koninkrijk en in 2006 resulteerde in een eerherstel voor Farr en andere gefusilleerde soldaten.

## Biografie
Harry Farr (Kensington, 1891) nam dienst in het Britse leger in 1908 toen hij 17 jaar was. Hij diende vier jaar uit, waarna hij reservist werd. Hij woonde na zijn legerdienst in Kensington in Londen, samen met zijn vrouw Gertrude en zijn eenjarige dochter, die eveneens Gertrude heette. Hij werkte toen als stellingbouwer.

### Eerste Wereldoorlog
Farr diende vanaf augustus 1914 in het 1e Bataljon van het West Yorkshire Regiment, dat werd ingezet om de Duitse aanval op Frankrijk te stoppen. Na twee veldslagen werd het bataljon op 9 mei 1915 ingezet bij de Slag om Aubers Ridge. In het krijgsraaddossier van Farr staat dat hij na deze slag werd opgenomen in het hospitaal met verschijnselen van shellshock, alhoewel daar nergens een verslag van terug is te vinden.
Diezelfde maand nog stortte Harry Farr volledig in, hij leed onder zware stuiptrekkingen. Hij verbleef tot oktober 1915 in het ziekenhuis en werd toen opnieuw “geschikt voor dienst” bevonden. 

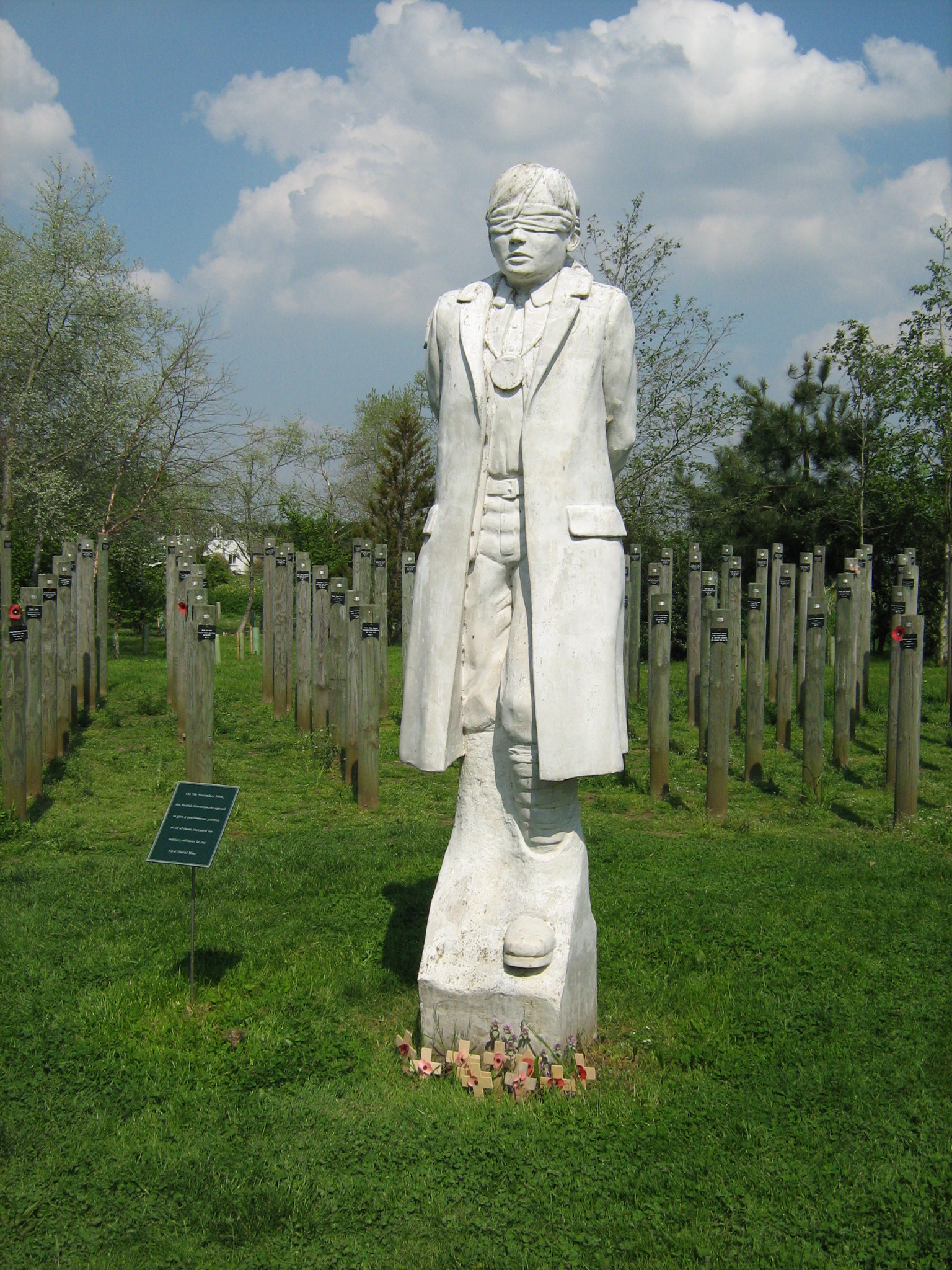
Shot at dawn-monument te Alrewas, Staffordshire

Hierna werd hij met zijn bataljon ingezet tijdens de Slag aan de Somme. Op 17 september 1916 verzocht Farr om een medisch onderzoek. Dit werd echter geweigerd omdat hij niet gewond was. Hij moest dus terug naar het front, echter hij weigerde dit.
Onder begeleiding werd hij terug naar de linies gebracht, maar hierbij ontstond een twist waarbij zijn geweer werd afgenomen en hij nogmaals gedwongen werd terug naar het front te gaan. Toen hij nogmaals weigerde, werd hij onder arrest geplaatst.

### Krijgsraad en executie
Harry Farr moest daarna verschijnen voor de krijgsraad, waarbij hij zichzelf moest verdedigen. Na een zitting die slechts 20 minuten duurde werd hij veroordeeld tot de doodstraf wegens lafheid. Hierbij werd geen aandacht geschonken aan de medische toestand van de soldaat. Op 18 oktober 1916 om 6 uur ‘s morgens werd Harry Farr geëxecuteerd door een vuurpeloton. Nadien getuigde de priester dat hij de blinddoek weigerde en het vuurpeloton in de ogen wenste te kijken.
Zijn vrouw kreeg daarna een brief, waarin stond dat haar man overleden was na veroordeling voor lafheid. Als gevolg zou zijn vrouw Gertrude Farr ook geen weduwepensioen ontvangen van de Britse overheid.

## Eerherstel
Toen in 1990 de krijgsraadarchieven openbaar werden gemaakt, bleek dat er vele juridische tekortkomingen waren geweest en er aanwijsbare fouten waren gemaakt.
Naar aanleiding hiervan boden de dochter van Harry Farr, Gertrude Harris, en zijn kleindochter, Janet Booth, petities aan en dienden ze aanvragen in bij de Britse overheid om eerherstel te verkrijgen. Tot in 2006 werden deze alle afgewezen. Zo stelde premier John Major in 1993 dat eerherstel "het herschrijven van de geschiedenis" zou inhouden.
In dat jaar zou minister van Defensie Des Brown de zaak opnieuw laten bekijken. Met positief gevolg, want op 16 augustus 2006 vroeg de Britse regering aan het parlement eerherstel voor alle ruim driehonderd Britse militairen die tijdens de Eerste Wereldoorlog wegens lafheid en desertie waren gefusilleerd. Dit herstel werd opgenomen in sectie 359 van de Armed Forces Act 2006, die van kracht werd op 8 november van dat jaar. Lid 4 van de betreffende sectie stelt wel dat het eerherstel "geen veroordeling of straf treft". Parlementariër Tom Watson, die zelf nabestaanden van Farr had ontmoet, speelde een belangrijke rol in de totstandkoming van sectie 359.